# Lotus taitungensis
Lotus taitungensis là một loài thực vật có hoa trong họ Đậu. Loài này được S.S. Ying miêu tả khoa học đầu tiên năm 1995.